# Jamie (sångerska)
Park Ji-min (hangul: 박지민), född 5 juli 1997 i Daejeon, är en sydkoreansk sångerska och TV-programledare.
År 2012 blev hon vinnare i den första säsongen av talangtävlingen K-pop Star på SBS. Vinsten ledde till skivkontrakt med JYP Entertainment och senare under året debuterade hon i duogruppen 15& tillsammans med Baek Ye-rin. Jimin släppte sitt solo-debutalbum 19 to 20 den 23 augusti 2016.

## Diskografi

### Album
| Albuminformation                              | Topplacering          |
| Albuminformation                              | Sydkorea (Gaon Chart) |
| --------------------------------------------- | --------------------- |
| 19 to 20 (EP-skiva) - Släppt: 23 augusti 2016 | —                     |

### Singlar
| År   | Titel           | Topplacering          |
| År   | Titel           | Sydkorea (Gaon Chart) |
| ---- | --------------- | --------------------- |
| 2015 | "Hopeless Love" | 14                    |
| 2016 | "Try"           | 13                    |

### Soundtrack
| År   | Titel                       | Topplacering          | Drama/Film       |
| År   | Titel                       | Sydkorea (Gaon Chart) | Drama/Film       |
| ---- | --------------------------- | --------------------- | ---------------- |
| 2013 | "I Love You"                | —                     | Goddess of Fire  |
| 2015 | "I Want to Keep Seeing You" | —                     | Orange Marmalade |
| 2016 | "Don't Go"                  | —                     | Dear My Friends  |